# Messingwerk
Messingwerk ist die Bezeichnung einer  Produktionsstätte für Erzeugnisse aus dem  Werkstoff Messing. Überwiegend angewendet wird der Begriff  für  Hersteller von Platinen und  Ronden, auch Walzbarren und Pressbolzen genannt,  in der Halbzeugfertigung.
Die meistverwendeten Legierungen liefen früher unter der Bezeichnung Ms 58, heute CuZn39Pb2 nach DIN 17660. Zu besserer spanabhebender Bearbeitbarkeit des stranggegossenen  Materials  setzt man bis zu 2 % Blei  zu  (Automatenmessing). Bedeutend ist die Weiterverarbeitung zu Blechen und Profilen, aber auch Drähten (Leonische Waren).
Messing mit Zinkgehalten zwischen 28 und 36 % wird wegen guter Tiefzieheigenschaften zu Geschosshülsen verarbeitet (Kartuschenmessing).
Grundlage der Fertigung eines Messingwerkes ist überwiegend Sammelmessing (also Altmetall), das in Induktionsöfen geschmolzen, raffiniert und somit recycelt wird. Ein Teil des wiedergewonnenen Werkstoffs geht bei höherem Kupfergehalt (>63 %) als Blockmetall (Masseln) an Formgießereien, die Messingarmaturen herstellen und sie verchromt in den Markt bringen, aber auch Druckgussteile aus Messing finden vielfältige Anwendung.
Einige Firmen, die den Namen Messingwerk tragen:
- Messingwerk Finow
- Otto Fuchs KG, Werk Dülken
- Sundwiger Messingwerk, innerhalb der Diehl-Gruppe
- Messingwerk Unna AG
- Messingwerk Plettenberg
- Messingwerk Niederauerbach